# ママたちが戦争を始めた!
『ママたちが戦争を始めた!』（ママたちがせんそうをはじめた）は、1985年（昭和60年）2月1日から同年3月29日まで、日本テレビ系の「金曜劇場」（毎週金曜日21:00 - 21:54）で放送されたテレビドラマ。全9話。

## 概要
42歳の宮口麻子は、東京に本店を持つデパートの外商部員。札幌支店に転勤することになり、引っ越し先の札幌では、学生時代にスケート競技でライバル同士であり、友人である西原美保の家に居候。麻子は気が強いところがあり、取引先の社長夫人の稲垣圭子とにらみ合うことにもなる。そして、その対決はアイスホッケーに持ち込まれ、圭子の所属する『サンダーバーズ』と、美保の率いる『ビューティードールズ』のライバル同士、激しい戦いを展開する。後にビューティードールズは解散、麻子は自分がチームを作ると進言して、夫が居ない女たちだけのチーム『ロンリーハーツクラブ』を結成、サンダーバーズに戦いを挑む。独身の者、既婚の者、そして職業も様々という色々な立場の女性たちがアイスホッケーというスポーツを通し、それぞれの自分の生き方を模索し、それぞれの人生が氷上で激しく交錯する、そんな人生と愛と友情などを描いた人間ドラマ。撮影開始に先立ち、十朱幸代、汀夏子、沢田亜矢子、萬田久子らのレギュラー出演者たちは元オリンピック選手らによる指導を受け、猛特訓に励んだ。

## 出演
- 宮口麻子：十朱幸代
42歳。デパート外商部員で、東京本店から追われるように札幌支店に転勤。元スピードスケート選手。アイスホッケーチーム『ロンリーハーツクラブ』を引っ張ることになる。
- 西原美保：汀夏子
38歳。美容院経営。夫は既に亡く、一人で娘・由佳を育てている。麻子とは友人で、学生時代はスケート競技のライバル。麻子を自宅に住まわせている。
- 稲垣圭子：沢田亜矢子
36歳。麻子の勤めるデパートの取引先の社長夫人。その麻子とは札幌行きの飛行機内で知り合い、気の強さで張り合うことに。
- 久保祥一：井上純一
26歳。札幌行きの飛行機内で麻子と知り合う。札幌には好きな女性が居て、その女性は『サンダーバーズ』のメンバーでもある。
- 三橋早苗：萬田久子
26歳。結婚こそ女の幸せという考えを持つ。サンダーバーズに所属し、麻子たちと対立する存在。
- 相沢貴子：高林由紀子
- 藤井奈々：野村真美
『ロンリーハーツクラブ』メンバー。
- 菅沼久美：中村れい子
ホステス。『ロンリーハーツクラブ』メンバー。
- 小田かおる：かわいのどか
美保の美容室の美容師。『ロンリーハーツクラブ』メンバー。
- 内田よしえ：木内マキ
美保の美容室の美容師。『ロンリーハーツクラブ』メンバー。
- 中川涼子：夏圭子
美保の美容室の美容師。『ロンリーハーツクラブ』メンバー。
- 浅香芳子：根岸明美
弁護士。『ロンリーハーツクラブ』メンバー。
- 松尾しのぶ：清水クーコ
『ロンリーハーツクラブ』メンバー。
- 鈴木明子：井波由起子（現・井波ゆき子）
『ロンリーハーツクラブ』メンバー。
- 森恭子：深見倫子
『ロンリーハーツクラブ』メンバー。
- 志村和美：立見めぐむ
『ロンリーハーツクラブ』メンバー。
- 山田邦子
- 東啓子
- 大友麻里：長島裕子
洋平の妹で、木村研の恋人。
- 川島：鶴田忍
- 木村研：四禮正明
デパートの若手社員。
- 西原由佳：内田順子
美保の娘。
- 大友洋平：若林豪
45歳、市役所の造園課の係長。『サンダーバーズ』でコーチを務める。かつて麻子と美保が共に好意を寄せて争った男性に面影がどこか似ている所もあり、麻子、美保共に気になる存在でもある。
- 稲垣慎太郎：原田大二郎
ほか

（出典：）

## スタッフ
- 制作：吉川斌、大野秀樹
- 脚本：鎌田敏夫
- 演出：田中康隆（第1話〜第3話、第6話、第8話、第9話）、雨宮望（第4話、第5話、第7話）
- 制作補：五木田亮一
- 演出補：斎藤郁宏 ほか
- 音楽：大野雄二
- 技術：伊藤邦雄
- 撮影：金子幸男
- 調整：小松昭三
- 編集：桜井美紀夫
- 照明：黒沢誠
- 音声：加藤栄二
- 効果：月岡弘
- MA：山崎茂己
- 持道具：市口正朗
- 化粧：家守浩子
- ヘアー：熊本悦子
- 衣装：桜井輝行
- 特効：平岡栄治
- PR：吉武多恵子
- タイトル：丸山能明
- スチール：水谷功
- 記録：唐木めぐみ
- 製作協力：生田スタジオ、札幌テレビ放送
- 製作：日本テレビ、PDS

## 放送日と視聴率
| 話数                                            | 放送日        | 視聴率 |
| ----------------------------------------------- | ------------- | ------ |
| 1                                               | 1985年2月1日  | 10.3%  |
| 2                                               | 1985年2月8日  | 9.8%   |
| 3                                               | 1985年2月15日 | 8.8%   |
| 4                                               | 1985年2月22日 | 7.6%   |
| 5                                               | 1985年3月1日  | 8.1%   |
| 6                                               | 1985年3月8日  | 6.5%   |
| 7                                               | 1985年3月15日 | 8.3%   |
| 8                                               | 1985年3月22日 | 9.1%   |
| 9                                               | 1985年3月29日 | 7.3%   |
| 世帯平均視聴率 8.4％（ビデオリサーチ 関東地方） |               |        |